# همیشه اژدها
همیشه اژدها (چینی: 飛龍猛將؛ انگلیسی: Dragons Forever) فیلمی در ژانر اکشن و رزمی به کارگردانی سامو هونگ و کری یوئن است که در سال ۱۹۸۸ منتشر شد.

## بازیگران
- جکی چان[۲] در نقش «جکی لونگ» (بدل‌کاری‌اش توسط چین کا-لوک انجام شده)
- سامو هونگ[۲] در نقش «وانگ فِی-هونگ»
- یوئن بیائو[۲] در نقش «تونگ تِبیائو/تیموتی»
- بنی ارکیدز[۲] در نقش مسئول آزمایشگاه مواد مخدر کارخانه و سردستهٔ خلافکاران (بدل‌کاری‌اش توسط مارس انجام شده)
- لو لیه[۲] در نقش «سر کارگر» (رئیس کارگران کارخانه)
- چن جینگ[۲] در نقش «خریدار اسلحه» (در آغاز فیلم)
- یوئن وا[۲] در نقش «وا، رئیس کارخانه»
- دینی ایپ[۲] «در نقش دوشیزه ئیپ»
- روی چیائو[۲] در نقش «قاضی»
- بیلی چو[۲] در نقش یکی از خلافکاران
- ژانگ لینگ[۲] در نقش «دستیار جکی»
- کریستال کئوک[۲] در نقش «مِری، دستیار جکی»
- دیک وی[۲] در نقش «سردستهٔ تبهکاران»
- استنلی فونگ[۲] در نقش «روان‌پزشک»